# EMT Aladin

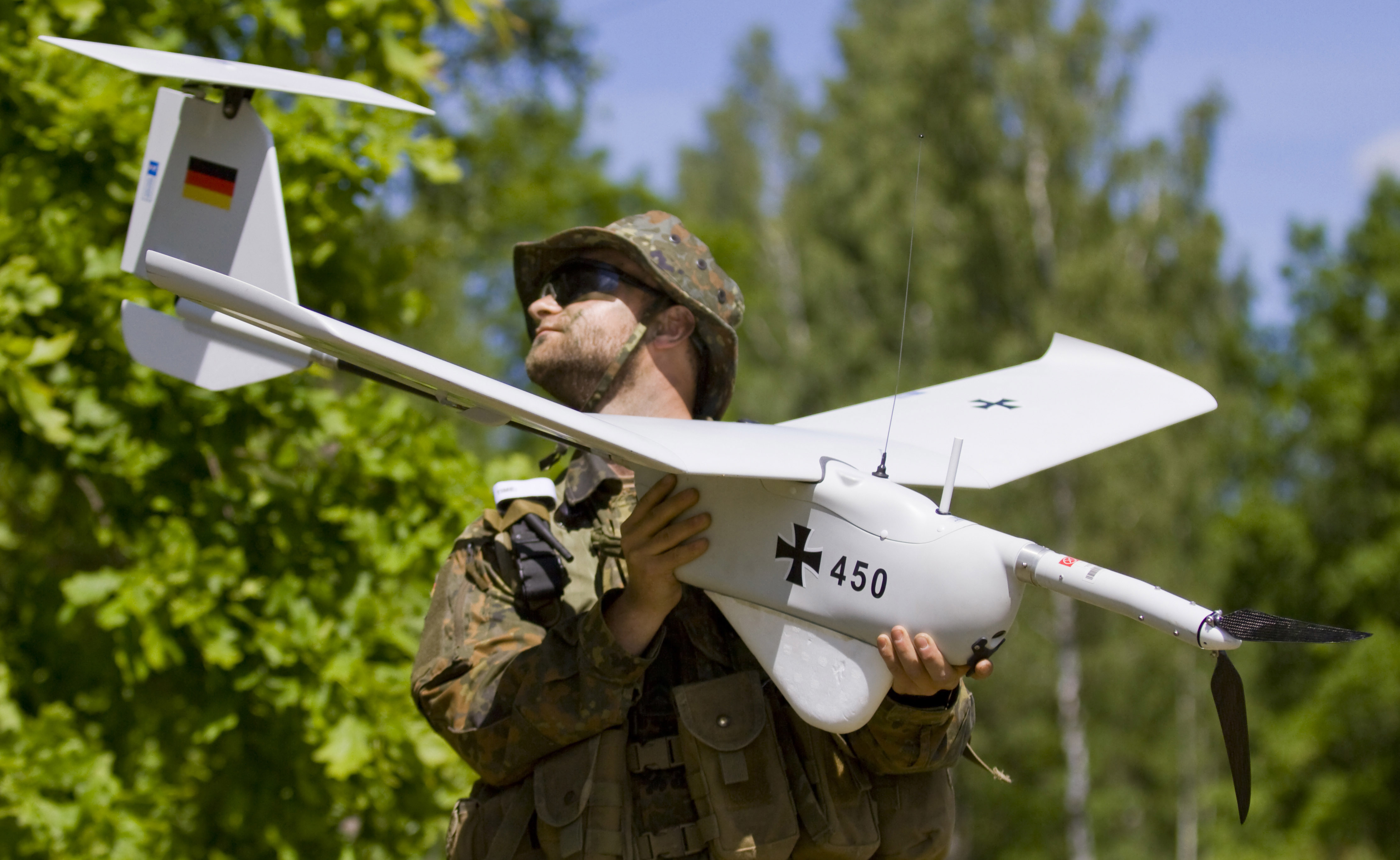
Ein Bundeswehrsoldat des Jägerbataillons 292 mit der Aufklärungsdrohne Aladin während einer Übung in Litauen 2015

Die Aladin ist eine Aufklärungsdrohne der deutschen Firma EMT für die verzugslose militärische Aufklärung im nahen Umfeld.
Der Name Aladin ist ein Akronym ihrer Beschreibung und steht für abbildende luftgestützte Aufklärungsdrohne im Nächstbereich.
Ausgangspunkt für die Programmentwicklung war im März 2005 eine Bestellung von 115 Drohnensystemen durch die Bundeswehr für die Heeresaufklärungstruppe. Am 19. Oktober 2005 erfolgte die Übergabe des ersten Seriensystems ALADIN an die Panzertruppenschule in Munster.
Bis Juni 2014 wurden insgesamt 323 Aufklärungsdrohnen geliefert, von denen sich zu diesem Zeitpunkt 290 Drohnen (145 Systeme) im „nutzbaren Bestand“ der Bundeswehr befanden.

## System
Die Steuerung des Systems erfolgt ferngeführt über die Bodenkontrollstation (BKS) per eingebautem GPS-Empfänger grundsätzlich programmgesteuert auf einem vorher festgelegten Flugweg. Der Benutzer ist in der Lage, den Flug über die Bodenkontrollstation zu beeinflussen. Die Videodaten werden in Echtzeit übertragen und auf DV-Kassetten gespeichert. Die Datenübertragungsstrecke bestimmt die Einsatzreichweite, die jedoch mittels einer Relaisdrohne vergrößert werden kann.
Das gesamte System lässt sich durch einen kleinen Trupp transportieren.
Beim deutschen Heer gehören zu jedem Einsatzsystem zwei Fluggeräte, eine Wetterstation und eine Bodenkontrollstation zur Missionsplanung und Flugsteuerung.

### Fluggerät
Im Rumpf des Fluggeräts ist die jeweilige Sensornutzlast fest integriert. Je nach Lichtverhältnissen und Einsatzzweck stehen jeweils unterschiedliche Rümpfe für Taglicht (Farbbilder, bei Dämmerung Schwarzweißbilder) und Nachtsicht (Infrarot) zur Verfügung; diese unterscheiden sich in erster Linie durch die Sensorik. Um das Auffinden des Fluggeräts nach der Landung bei Dunkelheit zu erleichtern, ist an der Oberseite der Nachtsicht-Rümpfe zusätzlich eine Infrarot-LED verbaut.
Das Fluggerät ist ohne Werkzeuge leicht zerleg- und zusammensetzbar, um den Transport zu vereinfachen. Es ist innerhalb von fünf Minuten einsatzbereit und wird durch Werfen aus der Hand oder mit Hilfe eines Gummiseils gestartet. Die Landung erfolgt per Sacklandung.

### Bodenkontrollstation (BKS)
Die BKS umfasst die Sende- und Empfangsanlage, inkl. Antennenmast sowie Stab- und Panelantenne und das Bediengerät (BG). Der Antennenmast verfügt über eine Antennennachführhilfe.
Die BKS besitzt die Möglichkeit zur Kontrolle der autonomen Umfliegung von Geländehindernissen, kann digitale Missions-Karten in 2D- oder 3D-Anzeige abrufen und hat die Möglichkeit zur Bildauswertung und -Speicherung. Die Bodenkontrollstation hat ein Gewicht von 17 kg, nutzt beim Senden das UHF-Band und für den Empfang das C-Band. Bei einem Verbindungsverlust (Uplink) leitet das Fluggerät nach zehn Sekunden automatisch ein Notverfahren ein; hierzu folgt Aladin der vorher festgelegten Flugstrecke und führt in der Landezone automatisch eine Sacklandung durch. Bei Ausfall des GPS-Sensors leitet Aladin nach 60 Sekunden automatisch eine Sicherheitslandung ein.
Das BG dient der Flugplanung, Flugführung und Darstellung der Aufklärungsergebnisse. Dem Bediener werden Informationen über Position und Betriebszustand des Fluggeräts in Echtzeit angezeigt.

## Technische Daten

### Fluggerät
| Kenngröße          | Daten                                                                         |
| ------------------ | ----------------------------------------------------------------------------- |
| Typ                | unbemannte Kleindrohne                                                        |
| Stückpreis (2012): | 53.000 Euro                                                                   |
| Länge:             | 1,57 m                                                                        |
| Spannweite:        | 1,46 m                                                                        |
| Flughöhe:          | 30–200 m (über Grund)                                                         |
| Startgewicht:      | 3,2 kg                                                                        |
| Geschwindigkeit:   | 45–90 km/h                                                                    |
| Reichweite:        | 5*–15 km (*Angabe BW; erweiterbar)                                            |
| Flugdauer:         | Abhängig von Umwelteinflüssen 60 min nach Vorschrift                          |
| Energieversorgung: | Lithium-Mangan-Akkumulator 14,4 V, 3,2 Ah                                     |
| Antrieb            | 1 × bürstenloser Gleichstrommotor bis 30 V, einklappbarer Zweiblatt-Propeller |

Die Daten beruhen auf Angaben des Herstellers.